# S-PLUS
S-PLUS é um pacote estatístico, comercializado pela empresa TIBCO Software, que comprou a Insightful Corporation, antiga proprietária do software. Ele é a versão comercial da linguagem S.